# Fratnikbach
Der Fratnikbach ist ein Bach in der Gemeinde Virgen (Bezirk Lienz). Er entspringt im Bereich der Fratnikalm und mündet südöstlich von Mitteldorf in die Isel.

## Verlauf
Der Fratnikbach entspringt im Bereich der Fratnikalm im Süden des Virger Gemeindegebiets. Er speist sich aus mehreren Quellbächen, die an den Hängen zwischen Legerle, Zupalkogel, Melspitze, Deferegger Höhe und Oberstkogel entspringen. Der Fratnikbach fließt von der Quelle in nördlicher Richtung durch die Almflächen der Innerbachlealm, der Lahntaleralm und der Blodnalm. Nördlich der Blodnalm sind die Ufer des Fratnikbachs durchgehend bewaldet, wobei der Bach im Unterlauf durch eine Waldschlucht fließt. Östlich des Fratnikbachs liegt der Mitteldorfer Wald, westlich der Nolzer Wald. Der Fratnikbach tritt schließlich kurz vor der Mündung ins Virgental ein und mündet zwischen Virgen und Mitteldorf in die Isel. Kurz vor der Einmündung nimmt der Fratnikbach linksseitig einen Bach auf, der im Nolzer Wald entspringt.